# Bärbel Wöckel
Bärbel Wöckel (nascida Eckert; Leipzig, 21 de março de 1955) é uma ex-atleta da Alemanha Oriental, campeã olímpica dos 200 metros em Montreal 1976 e Moscou 1980.
Ela surgiu no atletismo internacional em 1974, quando junto com a equipe alemã-oriental quebrou o recorde mundial do revezamento 4x100 metros em Berlim (42s6).
Bärbel ganhou quatro medalhas de ouro olímpicas. Além das conquistas individuais nos 200 m - em que quebrou o recorde olímpico nas duas vezes - também foi medalhista de ouro no revezamento 4x100 m feminino nos dois Jogos.
Favorita para o ouro mas sem poder participar dos Jogos Olímpicos de Los Angeles, em 1984, por causa do boicote a eles feito pela União Soviética e seu bloco político, Barbel disputou o campeonato nacional de seu país, em Potsdam, e fez a melhor marca de sua carreira nos 200 m, 21s85. Retirou-se do atletismo pouco depois, aos 29 anos.
Atualmente trabalha na Federação Alemã de Atletismo.

## Doping
Em 1991, examinando documentos médicos da antiga RDA, os pesquisadores Brigitte Berendonk e Werner Franke, encontraram documentos e relatórios que confirmavam a dopagem feita por orientação do antigo sistema comunista a atletas alemães-orientais. Entre estes relatórios, coletaram dados que indicavam ter Barbel ingerido doses de Oral Turinabol e múltiplas injeções de testosterona, entre 1983 e 1984 